# Jack Salvatore junior

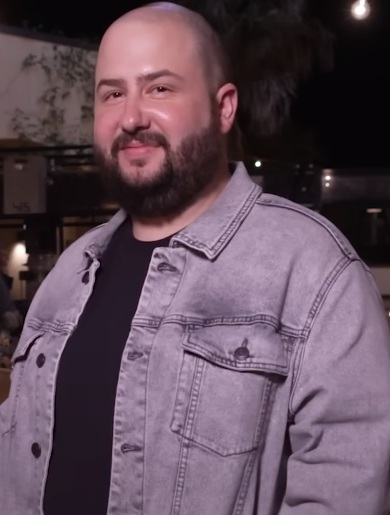
Jack Salvatore junior

Jack Salvatore Jr (* 16. Oktober 1989 in Los Angeles, Kalifornien) ist ein US-amerikanischer Schauspieler. Bekannt ist er durch die Rolle des Mark del Figgalo in der Fernsehserie Zoey 101.

## Karriere
Salvatore ist seit 1996 als Schauspieler tätig, hauptsächlich in kleineren Rollen. Er war unter anderem in dem Film Donnie Darko und als Gastdarsteller in Fernsehserien wie Für alle Fälle Amy, Die wilden Siebziger und Victorious zu sehen. Eine wiederkehrende Nebenrolle hatte er von 2005 bis 2008 als Mark del Figgalo in der Nickelodeon-Jugendserie Zoey 101. Er spielte dort den anfänglichen Freund der Hauptfigur Quinn Pensky (dargestellt von Erin Sanders).

## Filmografie (Auswahl)
- 2001: Donnie Darko
- 2005–2008: Zoey 101 (Fernsehserie, 27 Episoden)
- 2007: How I Met Your Mother (Fernsehserie, Episode 2x17)
- 2008: Drillbit Taylor – Ein Mann für alle Unfälle (Drillbit Taylor)
- 2009–2010: 10 Dinge, die ich an dir hasse (10 Things I Hate About You, Fernsehserie, 5 Episoden)
- 2013: Victorious (Fernsehserie, Episode 4x13)
- 2023: Zoey 102